# First Division 1907/1908
Dvacátý ročník First Division (1. anglické fotbalové ligy) se konal od 2. září 1907 do 29. dubna 1908.
Sezonu vyhrál poprvé ve své historii Manchester United. Nejlepším střelcem se stal hráč Nottinghamu Enoch West, který vstřelil 27 branek.